# M. Roma Volley
La M. Roma Volley è stata una società pallavolistica maschile di Roma nata nel 2006 per volere di Massimo Mezzaroma, con l'intento di riportare il volley di Serie A nella capitale italiana. In pochi anni seppe conquistare la massima serie e anche vincere una Coppa CEV, ma dal 2012 ha abbandonato la pallavolo di alto livello per poi finire l'attività nel 2015.

## Storia
Il panorama pallavolistico romano vide, negli anni 2000, il declino della Roma Volley, campione d'Italia nel campionato 1999-2000. Questa formazione, dopo la retrocessione, rinunciò a proseguire l'attività nel 2002, lasciando la capitale senza una squadra di vertice. Il grande successo di pubblico del Campionato europeo del 2005, le cui finali si tennero al PalaLottomatica, stimolò l'industriale romano Massimo Mezzaroma a riproporre la pallavolo di alto livello a Roma, dando così inizio al progetto di fondazione della M. Roma Volley.
La nascita della nuova società, della quale si era cominciato a parlare durante tutta la stagione 2005-06, si verificò grazie all'acquisizione dei diritti della neopromossa Pallavolo Reima di Crema che, per mancanza di mezzi economici, rinunciò alla promozione in A1 (la stessa Crema acquisì i diritti di A2 da Gioia del Colle). Nello stesso anno, curiosamente, vi fu il ritorno del volley di alto livello anche nella seconda metropoli italiana, Milano, con la Sparkling.
La squadra poté godere, già dal primo anno di vita, d'una formazione competitiva messa insieme nel corso di un'importante campagna acquisti estiva; il progetto pluriennale prevedeva di arrivare alla vittoria dello scudetto nell'arco cinque anni. L'alzatore Paolo Tofoli, capitano della squadra, e lo schiacciatore cubano Osvaldo Hernández, che avevano vinto lo scudetto del 2000 con la maglia della Piaggio, fecero così ritorno nella capitale. Primo acquisto e "uomo immagine" fu il centrale della Nazionale italiana Luigi Mastrangelo, cui si unirono altri due azzurri, Cristian Savani e Andrea Semenzato; per il ruolo di allenatore fu scelto Roberto Serniotti.

La prima stagione vide la formazione capitolina arrivare in finale di Coppa Italia, dove fu sconfitta per 3-0 dalla Sisley Treviso, dopo aver sconfitto nei quarti di finale l'Acqua Paradiso Gabeca Montichiari (3-2) e in semifinale la Maggiora Latina (3-1).
La squadra si qualificò poi ai play-off scudetto, avendo chiuso la stagione regolare al secondo posto in classifica, dietro la BreBanca Lannutti Cuneo e dopo essere stata a lungo in testa. Nei quarti i neroverdi superarono la Prisma Taranto, giunta settima, con un facile 2-0, frutto di due vittorie per 3-1 al Palazzetto dello Sport e in trasferta.
In semifinale la M. Roma incontrò i campioni in carica di Treviso, giunti al terzo posto in stagione regolare subito dietro alla formazione capitolina. Nella prima gara, giocata a Roma, la formazione di casa si portò sul 2-0, prima di subire la rimonta dei trevigiani, che si aggiudicarono il match per 3-2. Nelle due gare successive Roma non riuscì a reagire, subendo due sconfitte (entrambe per 3-1); la serie si concluse così per 3-0 in favore dei futuri Campioni d'Italia.
Nonostante l'eliminazione in semifinale, la squadra capitolina si qualificò per disputare nella stagione successiva la Coppa CEV.

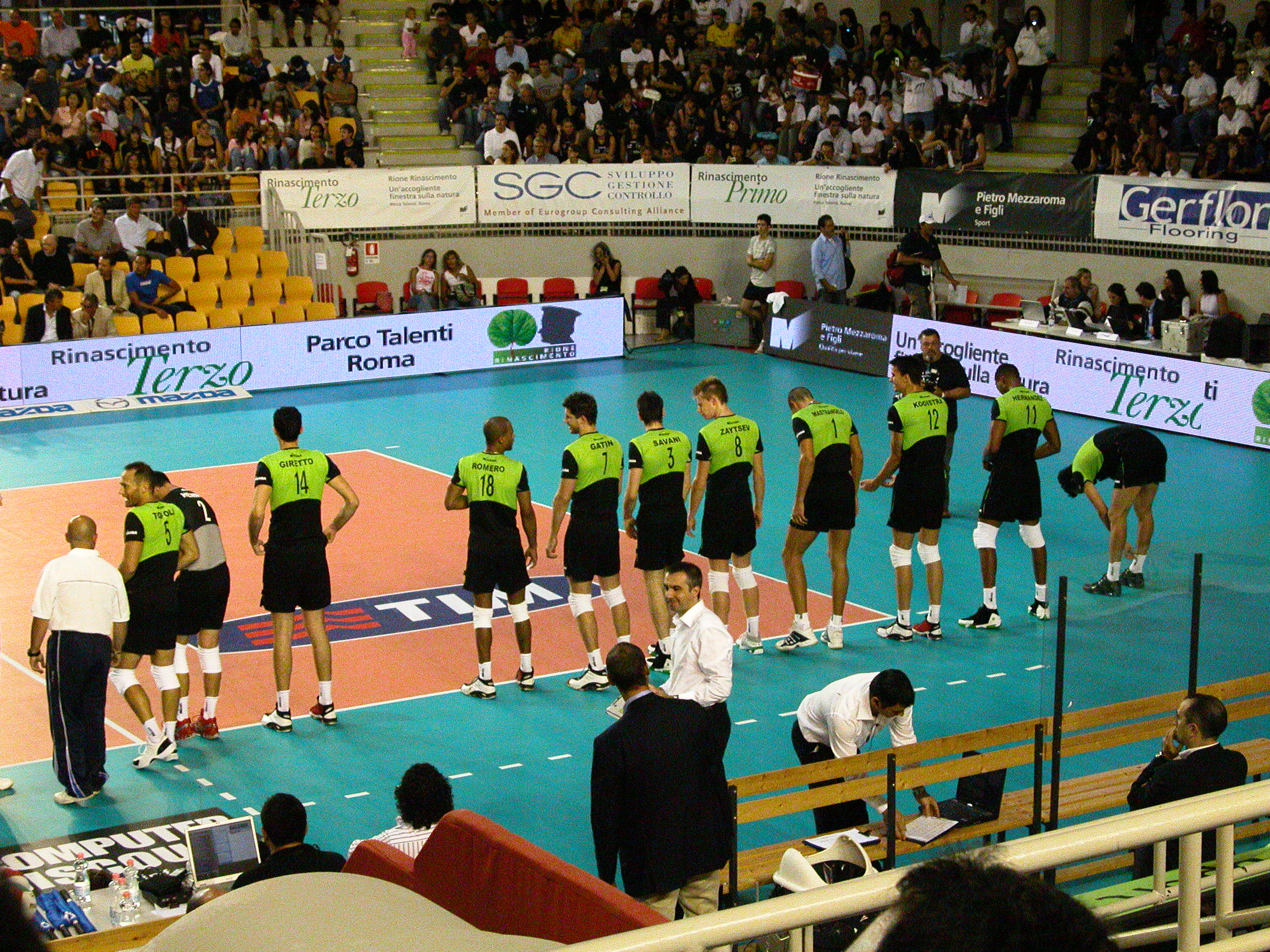
La squadra schierata all'inizio della prima gara casalinga della sua storia.

Il mercato estivo della M. Roma puntò a rafforzare l'organico della squadra e a mettere a disposizione del confermato coach Serniotti una rosa più folta per poter affrontare il doppio impegno in campionato e coppa.
I colpi di mercato della squadra romana furono l'ingaggio del palleggiatore Manuel Coscione, dello schiacciatore cubano Leonel Marshall e dell'opposto serbo Ivan Miljković; la società scelse di dare in prestito due dei suoi più giovani giocatori italiani: il palleggiatore Ivan Zaytsev e lo schiacciatore Matteo Martino, rispettivamente a Latina e Milano.
Il primo impegno stagionale la M. Roma fu la Supercoppa italiana (in qualità di finalista di Coppa Italia), e a Trieste, il 23 settembre 2007, incontrò nuovamente la Sisley Treviso. La gara contro la corazzata campione d'Italia terminò con una netta sconfitta per 3-0.
Nel corso della stagione la squadra raggiunse nuovamente la finale di Coppa Italia, ma fu nuovamente sconfitta per 3-0, questa volta dalla Lube Banca Marche Macerata, dopo aver sconfitto nei quarti di finale la Copra Piacenza per 3-1 e in semifinale la Sisley Treviso, sempre per 3-1.
Il 24 marzo 2008 la squadra conquistò il primo trofeo della sua storia aggiudicandosi la Coppa CEV. Nella Final Four, disputata proprio a Roma, la squadra neroverde sconfisse per 3-0 in semifinale i russi del Fakel Novyj Urengoj, detentori del trofeo, ed in finale i belgi del Maaseik, con lo stesso parziale. Diversi giocatori della squadra capitolina ricevettero premi individuali: l'alzatore Coscione fu nominato MVP, lo schiacciatore Ivan Miljković Miglior attaccante e il centrale Luigi Mastrangelo per il Miglior servizio e il Miglior muro.
La squadra concluse la stagione regolare al quarto posto, dopo essere stata a lungo in testa al campionato. Un netto calo di rendimento fu accusato nelle ultime giornate, ma nonostante ciò la squadra riuscì a superare al primo turno dei playoff Macerata, giunta al quinto posto in regular season. Vincendo la gara casalinga per 3-0 e quella in trasferta per 3-2 (dopo essere stata sotto 0-2), la M. Roma passò i quarti di finale. In semifinale dovette affrontare l'Itas Diatec Trentino, prima in stagione regolare, perdendo la serie per 2-0 con un doppio 3 a 0.

L'11 giugno 2008 la M. Roma Volley non si iscrisse al successivo campionato, rinunciando di fatto alla partecipazione alla Serie A1 2008-09.. Questa scelta fu dovuta allo scarso interesse dimostrato delle autorità locali per la pallavolo, problema questo che fu incontrato già diverse volte dalle formazioni delle grandi metropoli italiane. Il presidente Mezzaroma, sull'accaduto, disse:
(Massimo Mezzaroma, corriere dello sport.it, 11 giugno 2008)
Il 27 giugno la società decise di presentare alla Lega Pallavolo Serie A la richiesta d'iscrizione alla Serie A2 2008-09, mantenendo inoltre il suo impegno nel settore giovanile. Il nuovo allenatore fu scelto il 30 giugno in Ermanno Piacentini, e per la squadra vennero richiamati nella capitale due romani come Simone Spesca e Alberto Elia, entrambi cresciuti nelle giovanili della scomparsa Roma Volley.
Dopo essere arrivata al nono posto in classifica al termine della regular season, l'ultimo utile per qualificarsi ai play-off, la M. Roma avanzò sconfiggendo 2-1 al primo turno i Volley Lupi Santa Croce (giunta al secondo posto), ma perse poi con lo stesso risultato nelle semifinali contro Gioia del Colle. La stagione 2007-2008 non fu però completamente avaro di soddisfazioni: la formazione Under-18, infatti, conquistò il titolo di Campione d'Italia di categoria.
Nel 2009 la squadra ingaggiò un nuovo allenatore, con l'intento di tornare nella stagione successiva in Serie A1: il 10 giugno 2009 venne annunciato l'arrivo di Andrea Giani. Dopo pochi mesi il nuovo allenatore conquistò, nella finale di Montecatini Terme, la Coppa Italia Serie A2, sconfiggendo per 3-0 la Zinella Volley Bologna. La squadra di Mezzaroma (nel frattempo diventato presidente anche dell'Siena) terminò la regular season con il 3º posto finale, permettendo la partecipazione ai play-off promozione. La squadra conquistò la promozione in Serie A1 sconfiggendo in sole due partite di finale la Samgas Crema (curiosamente la squadra dalla quale venne acquistato il diritto sportivo che diede il via all'avventura della M. Roma Volley).
Per la nuova avventura nella massima serie vennero effettuati degli acquisti di spicco: gli arrivi principali risposero ai nomi di Martin Lébl, Mirko Corsano ed Alberto Cisolla, tutti provenienti dalla Lube Macerata. Con l'8º posto al termine della stagione regolare, la formazione capitolina tornò a disputare i play-off scudetto, ma dovette subito fermarsi durante il girone a 3 squadre dei quarti di finale, terminato alle spalle della Trentino Volley. La stagione si concluse con due ulteriori sconfitte nei play-off per l'ingresso in Challenge Cup, patite entrambe contro Belluno.
Nell'estate del 2012, dopo due anni in Serie A1, avvenne la seconda rinuncia alla massima serie nella storia della società. Questa volta il club ripartì dalla Serie B2, e si presentò con una squadra prettamente giovanile e naturalmente senza giocatori illustri. Il girone F della Serie B2 si rivelò particolarmente difficile, e a fine stagione si conteranno sole 8 vittorie su 26 partite e, con 26 punti finali, la squadra retrocesse in Serie C, abbandonando di fatto la pallavolo professionistica.

## Palmarès
Competizioni nazionali
- Campionato italiano A2: 1

2009-10
- Coppa Italia di Serie A2: 1

2009-10
Competizioni internazionali
- Coppa CEV: 1

2007-08

## Giocatori

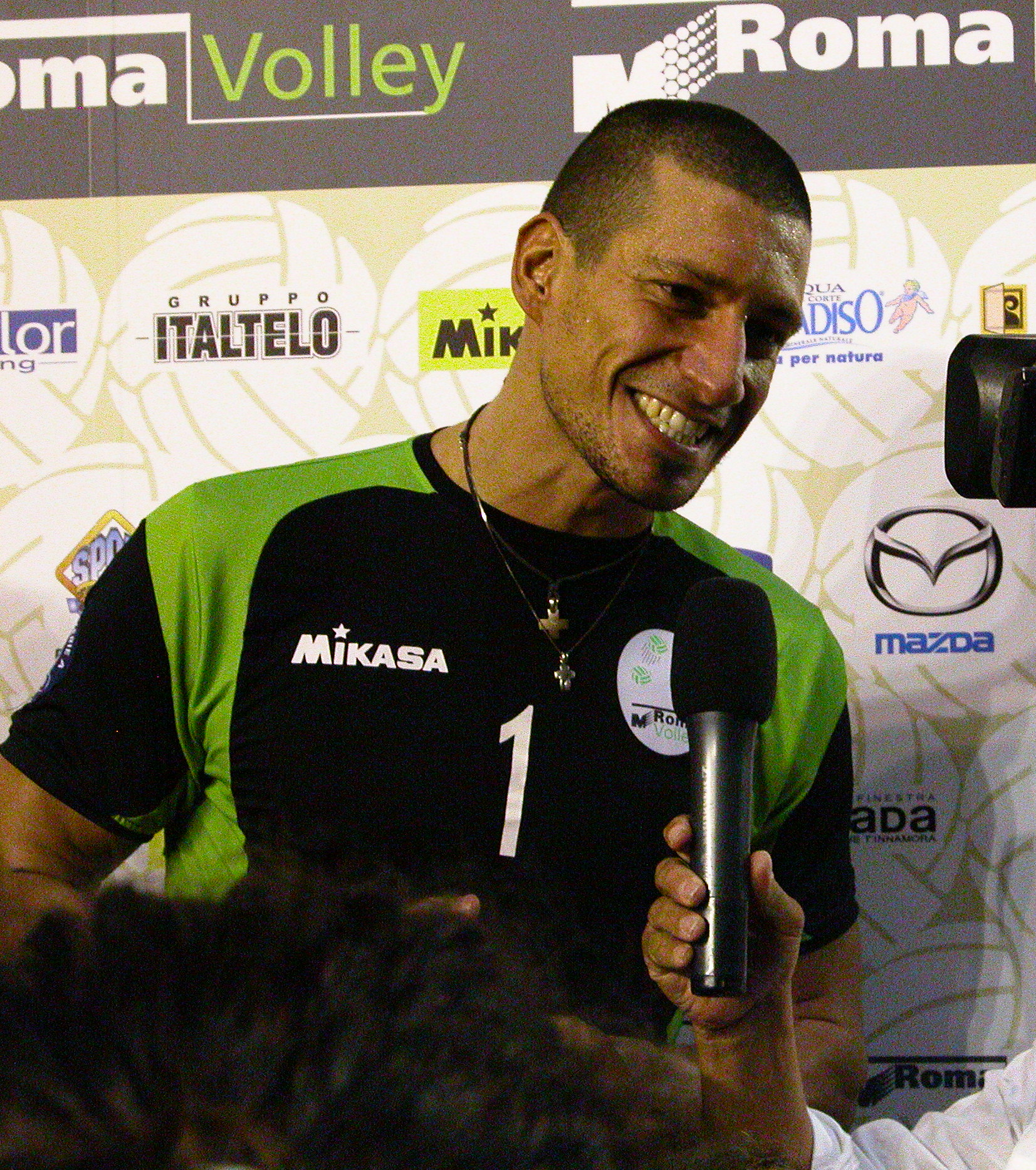
Gigi Mastrangelo, centrale dei primi due anni in Serie A1.

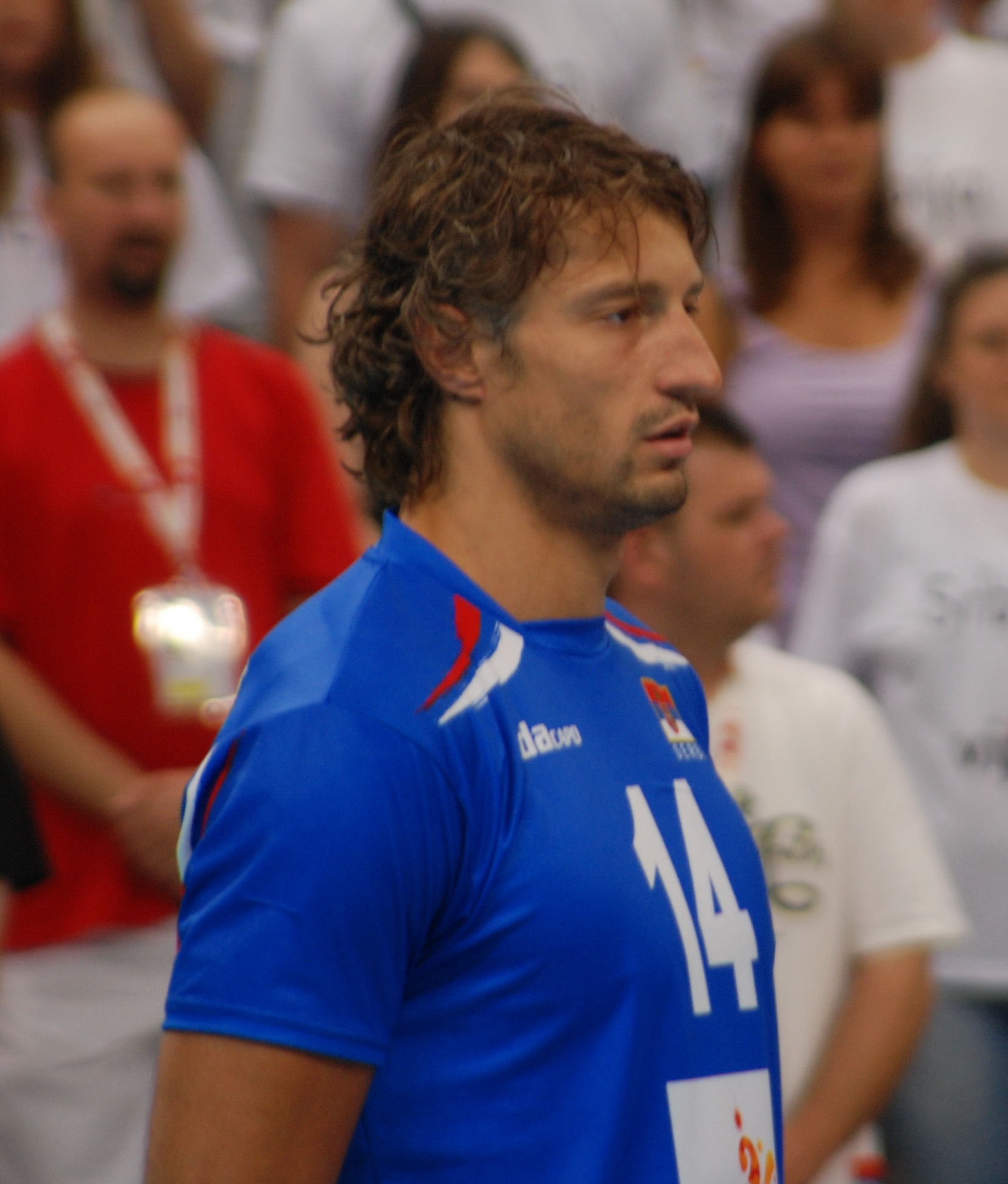
Ivan Miljković, opposto dal 2007 al 2008.

- 2006-2008 ·  Luigi Mastrangelo (C)
- 2006-2008 ·  Hubert Henno (L)
- 2006-2008 ·  Cristian Savani (S)
- 2006-2008 ·  Wytze Kooistra (C)
- 2006-2009 ·  Paolo Tofoli (P)
- 2006-2009 ·  Osvaldo Hernández (S)
- 2007-2008 ·  Leonel Marshall (S)
- 2007-2008 ·  Manuel Coscione (P)
- 2007-2008 ·  Ivan Miljković (O)
- 2008-2010 ·  Ivan Zaytsev (S)
- 2010-2012 ·  Martin Lébl (C)
- 2010-2012 ·  Mirko Corsano (L)
- 2010-2012 ·  Alberto Cisolla (S)

## Campionati disputati
La società venne fondata nel 2006, e grazie all'acquisizione del diritto sportivo di una neopromossa, partecipò subito alla Serie A1. Dopo due anni di militanza in Serie A2 ritornò, nel 2010, nella massima serie, per poi ripartire dalla Serie B2 due anni più tardi e dalla Serie C l'anno successivo.
| Categoria | Partecipazioni | Debutto   | Ultima stagione |
| --------- | -------------- | --------- | --------------- |
| A1        | 4              | 2006-2007 | 2011-2012       |
| A2        | 2              | 2008-2009 | 2009-2010       |
| B2        | 1              | 2012-2013 | 2012-2013       |
| C         | 1              | 2013-2014 | 2013-2014       |

## Tifoseria
Nonostante il monopolio del calcio nel panorama della tifoseria romana, gli appassionati di volley sono molto legati alla loro formazione, seguendola durante le lunghe trasferte di campionato. Fin dal primo anno di vita, il 2006, la tifoseria della M. Roma Volley è legata da rapporti di amicizia con quella della Trentino Volley. Questo gemellaggio si è mantenuto vivo anche durante gli anni di militanza della squadra romana in Serie A2. A testimonianza di ciò vi è un significativo fatto avvenuto il 31 gennaio 2010 a Montecatini Terme, sede delle finali di Coppa Italia A1 e A2: appena conquistato il trofeo, i sostenitori nero-verdi portarono la coppa nella curva trentina, con intento buonaugurante per il match che si sarebbe giocato di lì a poco tra Itas Diatec Trentino e BreBanca Lannutti Cuneo. Tuttavia anche se la squadra è fallita, il gruppo di ultras rimane unito, anche se alcuni membri si sono dedicati al tifo della Virtus Roma e della Roma.